# Leah LaBelle
Leah LaBelle Vladowski (8 de septiembre de 1986 – 31 de enero de 2018) fue una cantante estadounidense. Saltó a la fama en 2004 como concursante de la tercera temporada de American Idol, quedando en duodécimo lugar en la final de la temporada. En 2007, LaBelle comenzó a grabar versiones de R&B y música soul para su canal de YouTube. Estos vídeos le llevaron a trabajar como corista a partir de 2008 y a firmar un contrato discográfico en 2011 con Epic, en colaboración con I Am Other y So So Def Recordings. LaBelle lanzó un sampler, tres sencillos y un extended play póstumo (EP).
Nacida en Toronto, Ontario, y criada en Seattle, Washington, LaBelle comenzó a perseguir su ambición musical como carrera en su adolescencia. De niña, actuó en el Total Experience Gospel Choir y en el musical Black Nativity. En 2005, LaBelle asistió al Berklee College of Music durante un año antes de abandonar los estudios y trasladarse a Los Ángeles. Mientras estaba en la universidad, colaboró con Andreao Heard en una maqueta. Siguiendo el consejo de un contacto de la industria, LaBelle publicó su música a través de su canal de YouTube. Keri Hilson contrató a LaBelle como corista después de escuchar su interpretación de "Energy", lo que la llevó a trabajar para otros artistas en sus giras.
LaBelle firmó un contrato discográfico después de que Pharrell Williams y Jermaine Dupri se pusieran en contacto con ella. Su sampler Pharrell Williams and Jermaine Dupri Present Leah LaBelle (2012) se distribuyó solo a las discográficas. Estaba respaldado por dos sencillos, "Sexify" y "What Do We Got to Lose?". LaBelle recibió el premio Soul Train Centric Award en los 2012 Soul Train Music Awards. Al año siguiente lanzó el sencillo "Lolita", que no formaba parte de ningún álbum. El 31 de enero de 2018, LaBelle y su novio Rasual Butler fallecieron en un accidente de tráfico en Los Ángeles, cuando Butler, bajo los efectos del alcohol y las drogas, perdió el control del coche. El 7 de septiembre de 2018 se publicó un EP póstumo, Love to the Moon.

## Vida y carrera

### 1986–2004: Primeros años yAmerican Idol
Leah LaBelle Vladowski nació el 8 de septiembre de 1986 en Toronto, Ontario, y se crio en Seattle, Washington. Sus padres, Anastasia y Troshan Vladowski, son cantantes búlgaros, y su tío hacía música rock en Bulgaria. Anastasia grabó música pop y formó parte de un grupo con Troshan, que fue miembro fundador de la primera banda de rock de Bulgaria, Srebyrnite grivni. Tras desertar de Bulgaria durante una gira en 1979, los padres de LaBelle emigraron a Canadá y más tarde a Estados Unidos, donde obtuvieron la nacionalidad de ambos países. LaBelle creció escuchando música, incluyendo jazz y los Beatles, pero se sentía más conectada con el R&B.

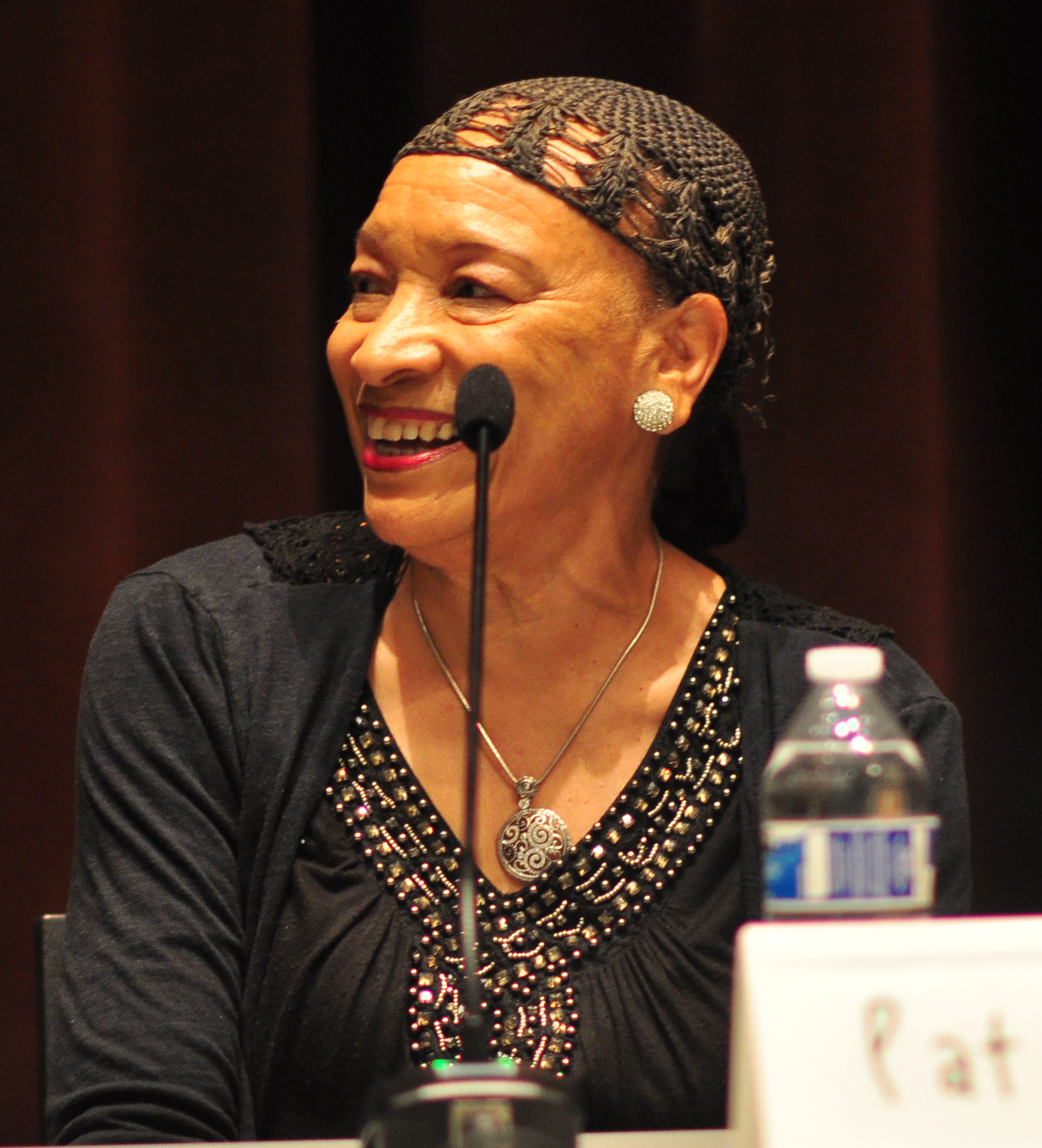
Cuando era adoslecente, LaBelle actuó en el Total Experience Gospel Choir y fue mentorizada por Pat Wright, que aparece aquí en 2016.

LaBelle comenzó a actuar en público en 1990, incluyendo actuaciones en el escenario durante las giras de sus padres. A los 11 años, se unió al Total Experience Gospel Choir tras inspirarse en la actuación de Lauryn Hill en la película de 1993 Sister Act 2: Back in the Habit. LaBelle citó a Hill como su principal influencia musical. Mientras actuaba en el coro, se interesó por la música góspel y soul. LaBelle también participó en concursos de belleza, y en 1997 ganó el concurso Miss América Pre-teen del estado de Washington y quedó en segundo lugar en el National Pageant. Un año más tarde, actuó en el musical Black Nativity y permaneció en la producción durante cinco años. Durante este tiempo, el fundador del Total Experience Gospel Choir, Pat Wright, fue mentor de LaBelle. En 2000, se unió al programa infantil Caught in the Middle y permaneció en él durante dos años. LaBelle asistió al Garfield High School, donde actuó en una banda de jazz dirigida por Clarence Acox Jr. Tras ganar el gran premio del Summer Jam Idol de KUBE 93.3 en 2002, actuó como telonera del Summer Jam 20.
A los 17 años, LaBelle se presentó a la audición para la tercera temporada del programa de televisión American Idol, e interpretó "I Believe in You and Me" de Whitney Houston. Durante sus apariciones en la serie, era estudiante de tercer año de secundaria. Tras convertirse en una de las 32 semifinalistas, LaBelle fue eliminada en la ronda de los 30 mejores, pero la jueza Paula Abdul la eligió como su "selección comodín" para avanzar como una de las 12 finalistas. Quedó en duodécimo lugar en la final de la temporada, tras interpretar una versión de "You Keep Me Hangin' On" de The Supremes. Al recordar American Idol en una entrevista en 2016, LaBelle dijo que "en aquel momento era demasiado joven y no estaba lo suficientemente desarrollada como artista".
LaBelle versionó "Betcha by Golly, Wow" de The Stylistics para el álbum recopilatorio de 2004 American Idol Season 3: Greatest Soul Classics. Heather Phares, de AllMusic, elogió a LaBelle por ser "sorprendentemente fuerte y madura", y escribió que "el estudio saca a relucir matices de su voz que no mostraba en el escenario". Steve Hammer, de NUVO, la criticó por "destruir la esencia" de la versión original.
| Semana #  | Tema                    | Elección de canción                                       | Artista original | Resultados                   |
| --------- | ----------------------- | --------------------------------------------------------- | ---------------- | ---------------------------- |
| Audición  |                         | "I Believe in You and Me"                                 | Whitney Houston  | Avanza                       |
| Hollywood |                         | "Theme from Mahogany (Do You Know Where You're Going To)" | Diana Ross       | Avanza                       |
| Hollywood | "Young Hearts Run Free" | Candi Staton                                              | Advanced         |                              |
| Top 30    | Semifinal/Group 1       | "I Have Nothing"                                          | Whitney Houston  | Eliminada                    |
| Top 30    | Wildcard                | "Let's Stay Together"                                     | Al Green         | seleccionada por Paula Abdul |
| Top 12    | Motown                  | "You Keep Me Hangin' On"                                  | The Supremes     | Eliminada                    |

### 2004–2010: YouTube y coros
En 2004, tras su eliminación de American Idol, LaBelle interpretó "The Star-Spangled Banner" en un partido de la Liga Nacional de Fútbol Americano y "Lift Every Voice and Sing" durante un partido de la Asociación Nacional de Baloncesto. Ese mismo año, participó en la versión de Lisa Leuschner de "Silent Night" en su álbum navideño Sing Me Home, y grabó "Christmas Time" para el álbum benéfico Christmas in the Northwest, Vol. 7. Tras graduarse en el Garfield High School en 2005, LaBelle asistió al Berklee College of Music de Boston. En una entrevista con The Seattle Times en 2006, explicó que se mudó de Seattle para "entrar en mi propio mundo, mi propia zona y apreciar realmente mi música y a mí misma". LaBelle regresó brevemente a Seattle en 2007 para actuar en solitario en el décimo aniversario de Black Nativity.

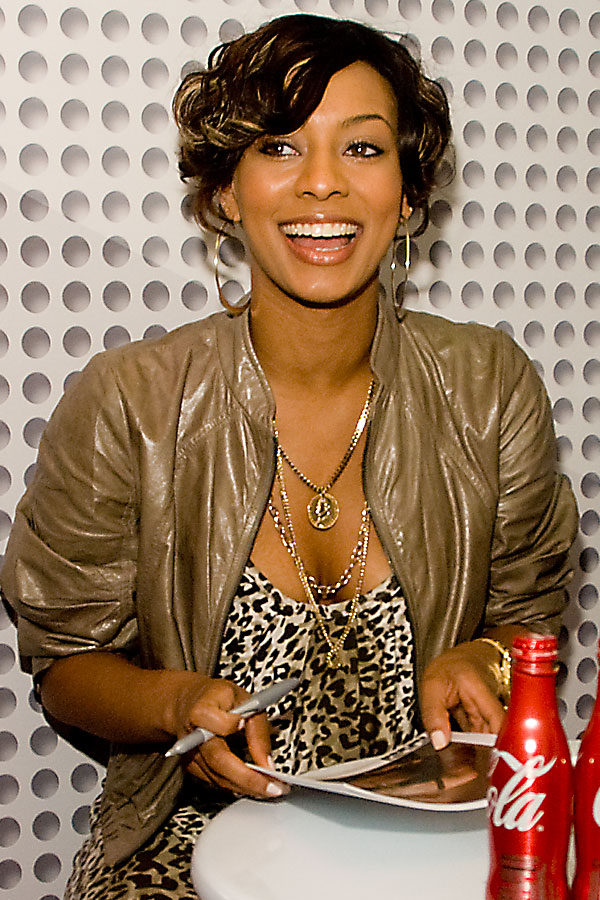
Keri Hilson, en la foto de 2009, se convirtió en mentora de LaBelle después de contratarla como corista.

Mientras asistía al Berklee College, LaBelle rechazó dos contratos discográficos, incluido uno con Andreao Heard, siguiendo el consejo de su abogado. Su madre dijo que "el contrato que le ofrecían era demasiado vinculante". Heard se interesó por LaBelle después de ver un vídeo de su actuación en el Total Experience Gospel Choir. Trabajó con Heard en Nueva York y grabó una maqueta escrita por Makeba Riddick, que fue enviada a varios sellos discográficos. Durante este tiempo, LaBelle decidió combinar el R&B y la música pop, y más tarde explicó: "Quiero recuperar la música auténtica, pero hacerla comercial y mainstream. Para mí, la música auténtica no es todo lo que está sintetizado y computerizado." En un artículo de Billboard de 2018, Heard dijo que "el lado comercial de la industria" le impidió seguir trabajando con LaBelle.
LaBelle permaneció en el Berklee College durante un año antes de mudarse a Los Ángeles a los 21 años para dedicarse a su carrera musical. Siguiendo el consejo de un contacto de la industria, creó un canal de YouTube el 1 de diciembre de 2007, y ganó reconocimiento por sus versiones de música R&B y soul. En 2018, Desire Thompson, de Vibe, señaló que "los primeros días de YouTube fueron una bendición para cantantes como LaBelle".
En 2008, Keri Hilson escuchó la versión de LaBelle de su sencillo "Energy" y la contrató como corista. LaBelle consideraba a Hilson como su mentora y dijo que "me llevó con ella y me permitió ver la industria un poco más en profundidad de lo que ya lo había hecho". Su conexión con Hilson la llevó a seguir trabajando como corista, y actuó para Robin Thicke, Jordin Sparks, los Jonas Brothers, Britney Spears y Eric Benét en sus respectivas giras. En marzo de 2008, LaBelle cantó en la fiesta del 75.º cumpleaños de Quincy Jones en el Northwest African American Museum. Ese mismo año, participó en American Idol Rewind, y en 2009, colaboró en el sencillo "Angel" del rapero Kumasi, incluido en su álbum debut The One. Cuando Benét fue telonero en la gira Back to Me Tour de Fantasia, LaBelle fue su corista y cantó a dúo con él como parte de su repertorio.

### 2011–2018: Contrato discográfico
LaBelle firmó un contrato discográfico en 2011 con la compañía de L.A. Reid, Epic Records, en colaboración con I Am Other, de Pharrell Williams, y So So Def Recordings, de Jermaine Dupri. Dupri y Williams se interesaron por LaBelle después de ver sus versiones en YouTube, lo que llevó a Dupri a ponerse en contacto con ella. Al igual que Wright y Hilson antes, ellos actuaron como mentores de LaBelle. Conoció a Williams cuando tenía 17 años, en el backstage de un concierto de su banda N.E.R.D., y le dijo que algún día produciría su álbum. El 1 de mayo de 2012, LaBelle lanzó el sampler de cinco temas Pharrell Williams and Jermaine Dupri Present Leah LaBelle, que se distribuyó a las discográficas. También se publicó en su cuenta de SoundCloud.

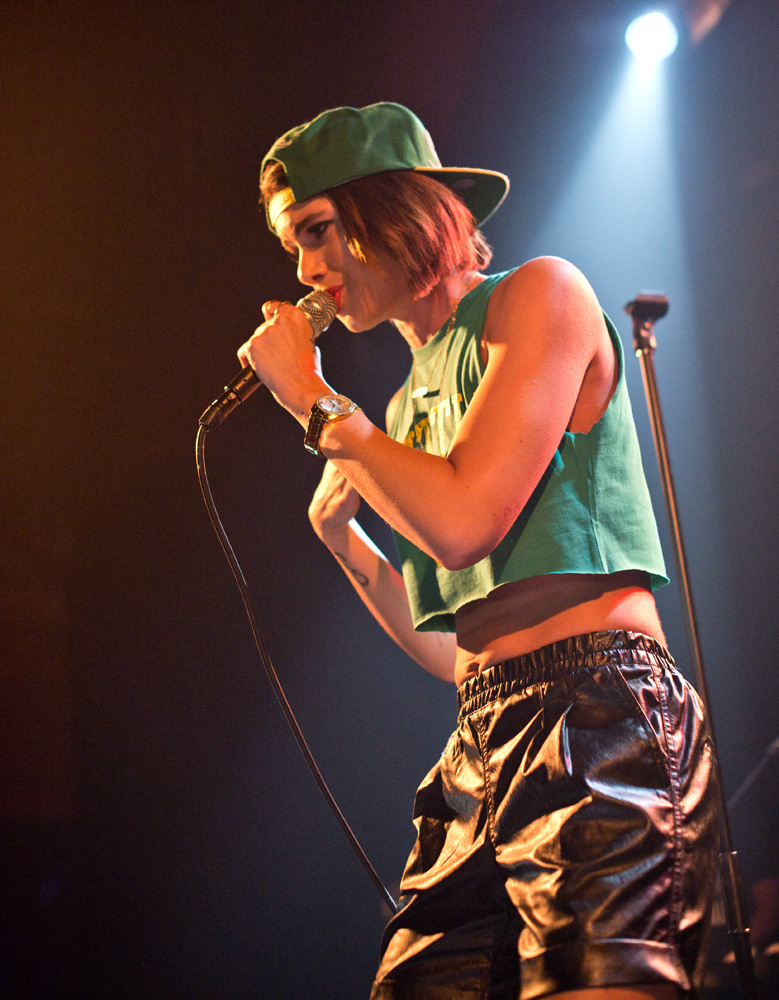
LaBelle actuando en el Crocodile Cafe en Seattle en octubre de 2013

El sampler se promocionó con los sencillos "Sexify" y "What Do We Got To Lose?". "Sexify" alcanzó el puesto 23 en la lista Adult R&B Songs y el 89 en el Hot R&B/Hip-Hop Songs en las listas de Billboard. En un artículo de Billboard de 2018, Natalie Maher se refirió a él como el sencillo que supuso el gran salto de LaBelle. LaBelle dijo que el sampler se parecía al sonido de su álbum debut, que describió como "música con una textura agradable" con un "toque retro pero nuevo". Aunque, según se informó, su álbum debut estaba previsto para 2012 y posteriormente se retrasó hasta 2013, finalmente nunca se publicó.
En los 2012 Soul Train Music Awards, LaBelle recibió el Soul Train Centric Award e interpretó un tributo a Aretha Franklin y Teena Marie junto a Fantasia. Cantó en el Essence Music Festival de 2012 en Nueva Orleans y en el showcase Music Matters de BET, que se celebró durante el fin de semana de la 55.ª edición de los Premios Grammy. El sencillo no incluido en ningún álbum, "Lolita", se publicó en mayo de 2013, y un mes antes se puso a la venta un conjunto digital de remezclas e instrumentales de la canción. El sencillo alcanzó el número siete en la lista Billboard Dance Club Songs.
En 2013, LaBelle colaboró en el sencillo "Shot Gun" de Brian Cross, incluido en su álbum Pop Star – The Album, y puso la voz de fondo en el séptimo álbum de estudio de Nelly, M.O. En octubre, fue telonera de la gira Agápē Tour de JoJo, y apareció en el videoclip de su sencillo "André", incluido en su mixtape Agápē. LaBelle también fue bailarina en el videoclip de 24 horas del sencillo "Happy" de Williams, publicado en 2013. A lo largo del vídeo, que dura todo un día, Williams baila con gente en varios lugares de Los Ángeles. En 2014, colaboró con JoJo en la canción oculta "Freq" del segundo álbum de estudio de Williams, G I R L.
LaBelle se reunió con Heard en 2017 durante la 59.ª edición de los Premios Grammy. Heard dijo que estaba pasando por un "periodo oscuro" y creía que ella había renunciado a su carrera musical cuando sus sencillos no tuvieron el éxito esperado.

## Muerte y consecuencias
El 31 de enero de 2018, LaBelle y su novio, el jugador retirado de la NBA Rasual Butler, fallecieron en un accidente automovilístico en el barrio de Studio City, en Los Ángeles, California, después de que él perdiera el control de su Range Rover en Ventura Boulevard, chocara contra un bordillo y se estrellara contra el aparcamiento de un centro comercial. El coche dio dos vueltas de campana antes de detenerse. Antes del accidente, que ocurrió a las 2:25 a. m., hora del Pacífico, Butler conducía a una velocidad dos o tres veces superior al límite permitido. Ambos murieron instantáneamente a causa de "múltiples lesiones traumáticas". Según el informe de la autopsia, Butler tenía metanfetamina, oxicodona y marihuana en su organismo y un nivel de alcohol en sangre de 0,118. LaBelle tenía un nivel de alcohol en sangre de 0,144 y metanfetamina y anfetamina en su organismo en el momento del incidente.
Aunque varios informes en el momento del incidente se referían a Butler como el esposo de LaBelle, sus obituarios y su página web oficial aclararon que no estaban casados. El 3 de febrero de 2018, la hija de Butler de una relación anterior, Raven, celebró un funeral conjunto en Potter's House, una iglesia cristiana de Los Ángeles. Tanto LaBelle como Butler habían sido miembros de la iglesia. El funeral se retransmitió por Internet. El 24 de febrero se celebró un funeral individual para LaBelle en el Garfield High School. Su madre concedió una beca de 10 000 dólares a nombre de su hija a un estudiante de la Universidad del Sur de California que cursaba la carrera de Bellas Artes.
En febrero de 2018, Dupri y Bryan-Michael Cox lanzaron dos temas – "Scumbag" y "Stereo" – de LaBelle. Ese mismo mes, Heard expresó su interés en publicar material inédito que había grabado con ella. El 7 de septiembre de 2018 se lanzó un EP póstumo, Love to the Moon. Las cinco canciones fueron donadas por sus productores: Williams, Midi Jones, Sam Hook y Tom Strahle. JoJo incluyó dedicatorias a LaBelle en sus redes sociales durante una semana. El 11 de septiembre de 2018 se publicó un tráiler del EP en la cuenta de Vevo de LaBelle. Los beneficios del EP se donaron a otras becas anuales.

## Discografía

### Sampler
| Título                                                    | Detalles del álbum                                                                                       | Lista de canciones                                                                                       |
| --------------------------------------------------------- | --- | --- |
| Pharrell Williams and Jermaine Dupri Present Leah LaBelle | - Estreno: 1 de mayo de 2012 - Discografía: Epic (88725 40238 2) - Estrenada por compañías discográficas | Track listing 1. "So Hot" 2. "Sexify" 3. "Make Me Get Up" 4. "What Do We Got To Lose?" 5. "Mr. Scissors" |

### Extended play
| Título           | Detalles del EP                                                                      | Lista de canciones                                                                                    |
| ---------------- | ------------------------------------------------------------------------------------ | --- |
| Love to the Moon | - Estreno: 7 de septiembre de 2018 - Discografía: Leah Labelle - Lanzamiento póstumo | Track listing 1. "Sun" 2. "Made Man" 3. "Something About the Cold" 4. "Lost Angels" 5. "Orange Skies" |

### Sencillos
| "Sexify"                                                                      | 2012 | — | 23 | 89 | Pharrell Williams and Jermaine Dupri Present Leah LaBelle |
| "What Do We Got to Lose?"                                                     | 2012 | — | —  | —  | Pharrell Williams and Jermaine Dupri Present Leah LaBelle |
| "Lolita"                                                                      | 2013 | 7 | —  | —  | Sencillo sin álbum                                        |
| "—" denotes items which failed to chart or were not released in that country. |      |   |    |    |                                                           |

### Otras apariciones
| Título                                | Año  | Álbum                                          |
| ------------------------------------- | ---- | ---------------------------------------------- |
| "Betcha by Golly, Wow"                | 2004 | American Idol Season 3: Greatest Soul Classics |
| "Christmas Time"                      | 2004 | Christmas in the Northwest, Vol. 7.            |
| "Silent Night" (con Lisa Leuschner)   | 2004 | Sing Me Home                                   |
| "Angel" (con Kumasi)                  | 2009 | The One                                        |
| "Shot Gun" (con Brian Cross)          | 2013 | Pop Star – The Album                           |
| "Freq" (con Pharrell Williams y JoJo) | 2014 | Girl                                           |

## Filmografía
| Año       | Programa             | Papel                  | Notas       |
| --------- | -------------------- | ---------------------- | ----------- |
| 2000–2002 | Caught in the Middle | Ella misma             |             |
| 2004      | American Idol        | Ella misma (finalista) | Temporada 3 |
| 2008      | American Idol Rewind | Ella misma (finalista) |             |

## Teatro
| Año       | Producción     | Papel       |
| --------- | -------------- | ----------- |
| 1998–2003 | Black Nativity | Desconocido |

### Citaciones
1. 1 2 3 4 5 6 7 8 9 10 11  The Seattle Times, 2018.
2. 1 2  Pedersen, 2018.
3. 1 2 3 4  McFarland, 2004.
4. 1 2 3  Gaspard, 2012.
5. 1 2 3 4  Centrella, 2016.
6. 1 2 3 4 5  Penrose, 2018.
7. 1 2 3 4 5  BET, 2012.
8. 1 2 3 4 5 6 7  Thompson, 2018.
9. 1 2 3  Phares,.
10. ↑  Hammer, 2004.
11. ↑  American Idol, 2004.
12. ↑  Massey, 2004.
13. ↑  Yanity y Bruscas, 2004.
14. 1 2  Sing Me Home, 2004.
15. 1 2  Sitt, 2004, p. C1.
16. ↑  WorldCat,.
17. 1 2 3 4 5  Brooks, 2006.
18. ↑  Sitt, 2007.
19. 1 2 3 4 5  Marzovilla, 2018.
20. ↑  Lentz III, 2019.
21. ↑  YouTube A,.
22. ↑  Laurence, 2012.
23. ↑  Barros, 2008.
24. 1 2  TV Guide,.
25. 1 2  The One, 2009.
26. ↑  Joinville, 2010.
27. ↑  Maher, 2018; Pharrell Williams and Jermaine Dupri Present Leah LaBelle, 2012; Rap-Up, 2012a
28. ↑  SoundCloud,.
29. ↑  Rap-Up, 2012a.
30. 1 2  Apple Music, 2012.
31. 1 2  Billboard A,.
32. 1 2  Billboard B,.
33. ↑  Maher, 2018.
34. ↑  Partridge, 2012.
35. ↑  Rap-Up, 2012b; Rap-Up, 2013a; Rap-Up, 2013b
36. ↑  Angermiller, 2012.
37. ↑  Essence, 2012.
38. ↑  BET, 2013.
39. ↑  Apple Music, 2013a.
40. ↑  Beatport, 2013.
41. 1 2  Billboard C,.
42. ↑  YouTube, 2013a.
43. 1 2  Apple Music, 2013b.
44. ↑  AllMusic,.
45. ↑  LeahLabelle.com, 2013.
46. ↑  Nostro, 2013.
47. ↑  Carter, 2013.
48. ↑  YouTube, 2013b.
49. ↑  Rap-Up, 2013c.
50. ↑  Grow, 2013.
51. 1 2  Reyes, 2014.
52. ↑  Ugwu, 2014.
53. 1 2 3  McCausland, 2018.
54. ↑  Reuters, 2018.
55. 1 2  BET, 2018.
56. ↑  Bacchiocchi y Hernandez, 2018.
57. ↑  BET, 2018; McCausland, 2018; Reuters, 2018
58. ↑  LeahLaBelle.com, 2018; Lentz III, 2019; The Seattle Times, 2018
59. ↑  Mizoguchi, 2018.
60. 1 2  Milligan, 2018.
61. ↑  Rap-Up, 2018a.
62. ↑  SoundCloud, 2018.
63. 1 2  Rap-Up, 2018b.
64. ↑  YouTube, 2018.
65. ↑  Pharrell Williams and Jermaine Dupri Present Leah LaBelle, 2012.